# 조정 평균자책점
조정 평균자책점(Adjusted ERA) 또는 조정 방어율(ERA+)은 야구에서의 투수 통계 지표 중 하나이다. 이 지표는 기존의 평균자책점의 계산에서 투수들의 보편적인 성적과 타자/투수 친화적인 구장 등을 고려하여 보정된 야구에서의 투수 지표이다. 조정 평균자책점의 기준점은 100이 되는데, 100을 초과하는 투수의 경우 평균 이상의 투수로 분류되고, 100 아래의 투수는 평균 이하의 투수로 분류된다.
예를 들어, 리그에서의 투수의 평균적인 자책점이 4.00인 경우 , 타자 친화적인 구장에서 평균 자책점 4점대를 기록하였을 때에는 조정 평균자책점이 100 이상일 것이고, 비슷하게 투수 친화적인 구장에서 4점대를 기록하였을 때는 100 미만이 되는 것이다.
결과적으로, 조정 평균자책점은 각기 다른 환경에서의 투수를 비교할 수 있게 된다. 위의 예시와 같이, 두 투수의 구장 환경을 고려하여 타자 친화적인 구장에서 던진 투수가 조정 평균자책점이 더 높게 나온 것을 알 수 있다. 이렇게 조정 평균자책점은 잘못된 방어율을 보정해주는 데 사용될 수 있다.